# Fatiné
Fatiné is een gemeente (commune) in de regio Ségou in Mali. De gemeente telt 25.000 inwoners (2009).
De gemeente bestaat uit de volgende plaatsen:
- Adamabougou
- Binko-Wéré
- Bola
- Bougoudiana
- Dionfala
- Doma-Wéré
- Fala
- Fatiné-Bamanan
- Fatiné-Marka (hoofdplaats)
- Fatiné-Markadougouba
- Kassorola
- Koba-Sokala
- Koba-Wéré
- Korokounou
- Mama-Wéré
- Niobougou
- Nougouré N'Togosso
- Sakalabougou
- Sinta-Wéré
- Sirimansso-Papala
- Sokoro
- Sonsorouna
- Sossala
- Tatrima
- Togona Djibougou
- Wetta